# An American Tail: The Mystery of the Night Monster
An American Tail: The Mystery of the Night Monster (titulada en Hispanoamérica, Un cuento americano 4: El misterio del monstruo de la noche o Un cuento americano 4: El misterio del monstruo nocturno, y en España, Fievel y el misterio del monstruo nocturno o Fievel, el misterio del monstruo nocturno) es una película animada de 1999 distribuida por Universal Studios Home Entertainment y Universal Cartoon Studios. Fue estrenada el 9 de diciembre de 1999 en Alemania y el 25 de julio de 2000 en Estados Unidos y el 2003 en Latinoamerica el 2005 en España. Es la cuarta y última entrega de la saga animada de An American Tail.

## Sinopsis
Un feroz monstruo está aterrorizando a todos los ratones de Manhattan y persigue al pobre Fievel en sus pesadillas. Haciendo equipo con una reportera de nombre Nellie Brie (inspirada en Nellie Bly), Fievel y sus amigos inician una caza de la exclusiva del siglo y del propio monstruo. 

## Reparto original
- Thomas Dekker - Fievel Mousekewitz
- Dom DeLuise - Tiger
- Susan Boyd - Nellie Brie
- Pat Musick - Tony Toponi y Mrs. Abernathy
- Candi Milo - Madame Mousey
- Robert Hays - Reed Daley
- Lacey Chabert - Tanya Mousekewitz
- Nehemiah Persoff - Papa Mousekewitz
- Jane Singer - Mama Mousekewitz
- John Mariano - Twitch
- Jeff Bennett - Slug y The Great Dane
- Joe Lala - Bootlick
- Sherman Howard - Haggis
- John Garry - Lone Woof

## Reparto en Hispanoamérica
- Alondra Hidalgo - Fievel Mousekewitz
- José Luis Reza - Tiger
- Rocío Robledo (voz que habla) y Vicky Córdova (voz cantante) - Nellie Brie
- Irwin Daayán (voz que habla) y Ricardo Silva (voz cantante) - Tony Toponi
- Cony Madera - Madame Mousey
- Alejandro Illescas - Reed Daley
- Gaby Ugarte - Tanya Mousekewitz
- Salvador Delgado - Papa Mousekewitz
- Guadalupe Romero - Mama Mousekewitz
- Enrique Mederos - Twitch
- Urike Aragón - Slug
- Raúl de la Fuente - The Great Dane
- Ismael Larumbe - Bootlick
- José Luis Castañeda - Haggis
- Mario Sauret - Lone Woof

## Recepción

### Crítica de recepción
La película recibió comentarios ligeramente positivos. Rotten Tomatoes la calificó con 39%, con una calificación promedio de 3.4/5.